# Неплюєви
Неплюєви — дворянський рід.
Рід записаний до Оксамитової книги. Під час подання документів (1 лютого 1686 року) для внесення роду до Оксамитової книги, було надано родовідний розпис Неплюевих.
До Гербовника внесено два прізвища Неплюєвих:
1. Нащадки Гланди Камбіли, виїхали до великого князя Олександра Невського (Герб. Частина VI. № 9).
2. Неплюєви, жалувані маєтками в 1556 році. (Герб. Частина I. № 61)[3].

Походить, нібито, від боярина Андрія Івановича Кобили, праправнук якого, Федір Іванович на прізвисько Неплюй, жив під час князювання Василя Темного, був родоначальником Неплюєвих.

## Відомі представники
- Неплюєв Протасій Назарович — московський дворянин (1629—1668).
- Неплюєв Роман Іванович — московський дворянин (1636—1640).
- Неплюєв Давид Никифорович — московський дворянин (1636—1668).
- Неплюєв Семен Протасович — думний дворянин, воєвода в Сєвську, Чернігові та Курську.
- Неплюєв Леонтій Романович, — боярин, київський воєвода.
- Неплюєви: Родіон та Микита Сергійовичі, Іван Якович, Іван і Василь Степановичі, Давид Ільїн, Олександр Данилович — московські дворяни (1676—1692).
- Неплюєвы: Петро Іванович, Костянтин Васильович, Леонтій Олександрович, Петро, Омелян і Афанас Давидовичі — стольники (1680—1692)[4].

- Неплюєв Іван Микитович (1672—1709), двоюрідний племінник попереднього, новгородський поміщик. Доводився праправнуком Семена Васильовича Неплюєва, який за часів  Івана Грозного був змушений піти до Литви, залишивши в Московському царстві, під опікою своєї родички княгині Ганни Семенівни Воротинської, сина Івана. Сам Семен Васильович був онуком Гаврила Федоровича і правнуком Федора Івановича — родоначальника роду Неплюєвих.
  - Неплюєв Іван Іванович (1693—1773) — син попереднього, адмірал, дипломат, організатор Оренбурзького краю.
    - Неплюєв Адріан Іванович (1712—1750) — дипломат, статський радник.
    - Неплюєв Микола Іванович (1731—1794) — віце-президент Комерц-колегії, сенатор.
      - Неплюєв Дмитро Миколайович (1763—1806), генерал-майор, таємний радник.
      - Неплюєв Іван Миколайович (1750—1823) — правитель Мінського намісництва.
        -  Неплюєв Іван Іванович (1802—1858) — полковник Київського гусарського полку. Оголосив родову садибу  Поддубьє майоратним володінням.
          -  Неплюєв Микола Іванович (1825—1890) — таємний радник, Чернігівський губернський предводитель дворянства, Глухівський губернський предводитель дворянства.
            - Неплюєв Микола Миколайович (1851—1908) — богослов, педагог та релігійний діяч, засновник Православного Хрестовоздвиженського Трудового Братства.

З молодшої гілки роду походив Олександр Іванович Неплюєв, генерал-майор, у якого був син:
- Неплюєв Семен Олександрович (1744—1804), глава Орловського намісництва.